# Al-Qiyāma
Al-Qiyāma (arabisch القيامة al-Qiyāma ‚Die Auferstehung‘) ist die 75. Sure des Korans, sie enthält 40 Verse. Die Sure gehört zu den frühen Teilen des Korans, die in Mekka offenbart wurden (610–615). Ihr Titel bezieht sich auf den ersten Vers.
Eingeleitet wird die Sure mit Schwüren beim Tag der Auferstehung und der Seele. Die Verfinsterung des Mondes und die Vereinigung von Sonne und Mond sind Vorzeichen der Auferstehung und des nahenden Jüngsten Gerichts. Inhaltlich lassen sich drei Teile unterscheiden, wobei der Mittelteil mit den Versen 16 bis 19 die richtige Art und Weise der Koranrezitation erläutert. Diese vier Verse wirken wie ein unerwarteter Einschub, was muslimische Kommentatoren in Erklärungsnot gebracht hat. Der dritte und letzte Teil (ab Vers 20) beklagt die mangelnde Beschäftigung der Menschen mit dem Jenseits und die Bevorzugung des Diesseits, verbunden mit übertriebenem Stolz bis zur Sterbestunde.